# Jonas Dembélé
Jonas Dembélé (Sokoura, 15 de maio de 1963) é um prelado malinês da Igreja Católica, atual bispo de Kayes e presidente da Conferência Episcopal do Mali.

## Biografia
Depois do ensino fundamental e médio, ingressou no Seminário Maior de Bamako, no Mali, para cursos filosóficos e frequentou o Seminário Maior de Koumi (da Arquidiocese de Bobo-Dioulasso), em Burkina Faso, para cursos teológicos.
Foi ordenado diácono em 21 de julho de 1991, por Marius Ouédraogo, bispo de Ouahigouya e recebeu a ordenação presbiteral em 12 de julho de 1992, de Jean-Gabriel Diarra, bispo de San.
Depois de ordenado, realizou os seguintes encargos: entre 1992 e 1996, foi vigário na paróquia de São João Bosco de Touba, de 1996 a 2008, foi pároco da Catedral Notre Dame de Lourdes de San e entre 2002 e 2008, foi secretário geral da União do Clero Diocesano de San e da União Nacional do Clero do Mali (U.P.M.). Entre 2008 e 2010, estudou teologia pastoral no Instituto Lumen Vitae de Bruxelas, com maitrise em teologia prática sobre Société et Dévelomment e, desde 2011 até 2013, foi pároco da paróquia de Yasso, que ainda estava em construção.
Em 31 de janeiro de 2013, o Papa Bento XVI o nomeou Bispo de Kayes. O núncio apostólico em Mali, Martin Krebs, lhe deu a ordenação episcopal em 11 de maio do mesmo ano, coadjuvado por Jean Zerbo, arcebispo de Bamako e Jean-Gabriel Diarra, bispo de San.
Em março de 2017, torna-se presidente da Conferência Episcopal do Mali. Este título também o implica na ajuda às populações afetadas pela Guerra Civil do Mali. Em 2019, a Catholic Relief Services e a Caritas Internacional apelaram à Caritas Mali "para ajudar as numerosas populações vitimadas nas regiões afetadas pela grande incerteza, pela constante degradação da vida social e econômica". Em janeiro de 2022, enquanto o Mali estava sob sanções da CEDEAO, apelou em nome da Conferência Episcopal do Mali ao diálogo. "Devemos silenciar nossos egos para defender os melhores interesses do povo", disse.